# Matthias Jaissle
Matthias Jaissle, né le 5 avril 1988 à Nürtingen, est un ancien footballeur allemand reconverti comme entraîneur.
Depuis le 28 juillet 2023, il est l'entraîneur d'Al-Ahli en Arabie saoudite.

## Biographie
Avec l'équipe d'Allemagne des moins de 20 ans, il joue un match amical contre l'Autriche en février 2008 (score : 1-1).
Avec les espoirs, il dispute une rencontre amicale face à l'Irlande en février 2009 (score : 1-1).
En club, il joue 31 matchs en Bundesliga, et 22 matchs en 2. Bundesliga, marquant deux buts.

## Palmarès

### En tant qu'entraîneur
Red Bull Salzbourg
- Champion d'Autriche en 2022 et 2023
- Vainqueur de la Coupe d'Autriche en 2022

 Al-Ahli FC
- Vainqueur de la Ligue des champions Élite de l'AFC en 2025